# Günther Hasinger

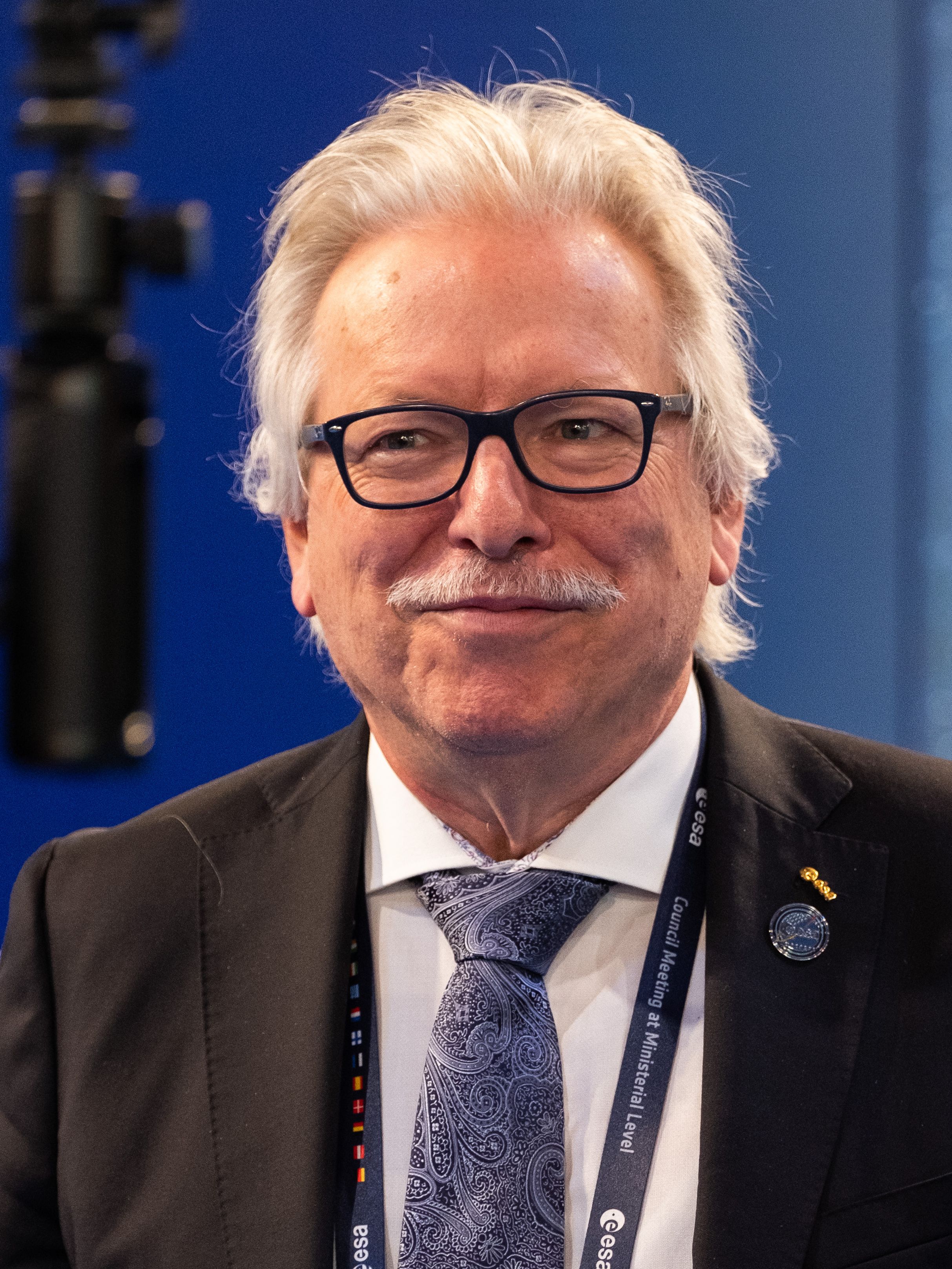
Günther Hasinger, 2022

Günther Gustav Hasinger (* 28. April 1954 in Oberammergau) ist ein deutscher Astrophysiker und designierter Gründungsdirektor des Deutschen Zentrums für Astrophysik (DZA) in Görlitz.

## Leben und Wirken
Hasinger absolvierte nach dem Abitur 1973 am Max-Planck-Gymnasium in München-Pasing seinen Zivildienst an der Chirurgischen Klinik in München. 1974 nahm er mit der Rockgruppe Saffran, bei der er Bassgitarre spielte, ein Album auf – die Gruppe schaffte es auf das Titelbild der BRAVO, aber es kam zu keiner Veröffentlichung und die Gruppe löste sich wenig später auf (2004 wurde das Album Blue in ashes auf CD veröffentlicht). Sein nächstes Ziel war die Medizin, aber nachdem er einen Studienplatz in Clausthal-Zellerfeld abgelehnt hatte, begann er 1975 an der Ludwig-Maximilians-Universität in München mit dem Studium der Physik mit dem Ziel, später Tontechniker zu werden. Hier wurde durch die Vorlesungen von Rudolf Kippenhahn sein Interesse für die Astronomie geweckt. Als während eines 14-tägigen Praktikums an der Universitätssternwarte in Bogenhausen im Sommersemester 1978 Sternbild Schwan eine sehr nahe und helle Nova (V1668 Cygni) ausbrach, führte er in den nächsten Monaten als Praktikant spektrographische Untersuchungen an diesem Objekt durch. Dieses Erlebnis prägte den jungen Studenten und führte ihn endgültig in Richtung Astronomie. Er belegte im folgenden Wintersemester eine Vorlesung über Röntgenastronomie bei Joachim Trümper – sein Schwerpunktgebiet für die folgenden Jahrzehnte. Das Thema seiner Diplomarbeit 1980 war die Streuung von Röntgenstrahlen an polierten Oberflächen, 1984 promovierte er über die Beobachtung des Crab im harten Röntgenlicht, anschließend ging er als wissenschaftlicher Mitarbeiter an das Max-Planck-Institut für extraterrestrische Physik in Garching und arbeitete vor allem an der Auswertung der Daten der Röntgensatelliten EXOSAT, GINGA und ROSAT. Er habilitierte 1995 an der LMU München über Aktive Galaxien und die Röntgenhintergrundstrahlung.
Von 1994 bis 2001 hatte er einen Lehrstuhl an der Universität Potsdam inne und war Direktor, von 1998 bis 2001 Sprecher des Vorstands des Astrophysikalischen Instituts Potsdam. Während dieser Jahre wohnte er in Caputh am Schwielowsee, dem Ort, in dem sich Albert Einstein 1929 sein „Sommer-Idyll“ vom Architekten Konrad Wachsmann bauen ließ.
Von 2001 bis 2008 war er Direktor der Röntgen- und Gammagruppe am Max-Planck-Institut für extraterrestrische Physik in Garching und seit 2003 Honorarprofessor an der Technischen Universität München. Von 2004 bis 2006 war er Vorsitzender des Rates Deutscher Sternwarten (RDS), von November 2008 bis Januar 2011 wissenschaftlicher Direktor des Max-Planck-Instituts für Plasmaphysik (IPP) in Garching. 2011 übernahm Hasinger die Leitung des Instituts für Astronomie (IfA) der Universität Hawaii. Im Dezember 2017 hat der Rat der Europäischen Weltraumorganisation die Ernennung Hasingers zum neuen ESA-Direktor für Wissenschaft bekannt gegeben. Seit 2023 hat Hasinger die Professur für Astrophysik am Institut für Kern- und Teilchenphysik der Technischen Universität Dresden inne.
Hasinger ist verheiratet mit Barbara Kreiß-Hasinger und hat zwei Söhne.

## Auszeichnungen
Seit 2002 ist Hasinger Mitglied der Berlin-Brandenburgischen Akademie der Wissenschaften. 2009 wurde er als ordentliches Mitglied in die Academia Europaea aufgenommen. 2011 wurde er zum Mitglied der Leopoldina und zum korrespondierenden Mitglied der Österreichischen Akademie der Wissenschaften gewählt.
- Visiting Astronomer, California Institute of Technology, 1992
- Spring Lecturer, Princeton University, 1993
- Marker Lecturer, Penn State University, 2000
- Gottfried-Wilhelm-Leibniz-Preis, 2005
- Röntgen-Plakette, 2020

## Veröffentlichungen (Auswahl)
- Das Schicksal des Universums. Eine Reise vom Anfang zum Ende. 4. durchgesehene Auflage. Beck, München 2009, ISBN 978-3-406-56203-7 (Taschenbuch-Ausgabe. Goldmann, München 2009, ISBN 978-3-442-15551-4).